# 白腰燕鷗
白腰燕鷗（学名：Sterna aleutica）为鷗科燕鷗屬下的一个种。

## 扩展阅读
- 維基物種上的相關：白腰燕鷗